# Haven Coleman
Pour les articles homonymes, voir Coleman.
Haven Coleman, née le 29 mars 2006, est une militante écologiste américaine. Elle est cofondatrice et codirectrice exécutive de US Youth Climate Strike ; l'association à but non lucratif se consacre à la sensibilisation et à l'action exigeante face à la crise climatique. Elle l'a fondée avec les jeunes militants Alexandria Villaseñor et Isra Hirsi. Elle écrit également pour le Bulletin of the Atomic Scientists. 

## Biographie

### Militantisme
À l'âge de dix ans, elle apprend que le nombre de paresseux diminue en raison de la déforestation. Sa formation au Climate Reality Project la pousse à s'engager. 
Après avoir vu l'activisme environnemental audacieux de Greta Thunberg et les grèves des jeunes pour le climat en Europe, elle a été inspirée de faire de même. Ainsi, en janvier 2019 (à 13 ans), elle a commencé à manifester devant des entreprises ou des bâtiments gouvernementaux, comme le Colorado State Capitol. Tous les vendredis, elle se met en grève pour réclamer une action politique concernant la qualité de l'air, la mise hors service des centrales à charbon, les énergies renouvelables, etc. Elle a également adressé un courrier électronique aux élus concernant la question. Elle a été massivement intimidée par des camarades de l'école qui pensaient que son activisme brutal était étrange. 
Coleman a protesté seule jusqu'à ce qu'elle soit en mesure de mettre sur pied la grève des jeunes pour le climat aux États-Unis avec Isra Hirsi et Alexandria Villaseñor. Depuis lors, des grèves pour le climat ont été menées dans de nombreux États des États-Unis. Le 15 mars, une manifestation internationale de jeunes a eu lieu avec plus de 120 pays impliqués. 
Coleman est devenue virale après avoir parlé au sénateur Cory Gardner des pollueurs de carbone lors d'un forum public à la mairie. Elle l'a imploré d'agir et a offert d'organiser un mouvement de base pour faciliter, cependant, Gardner a refusé. 
Alors qu'elle faisait la une des journaux, elle a attiré l'attention d'Al Gore, qui a invité Coleman à parler pour la campagne 24 heures de réalité organisée par The Climate Reality Project . 
Coleman travaille actuellement[Quand ?] sur Arid Agency, qui vise à accélérer les campagnes de justice environnementale et sociale.

### Vie privée
Haven Coleman habite Denver, Colorado. Elle est étudiante à la Denver Public Schools.